# مقياس إجمالي المواد المذابة

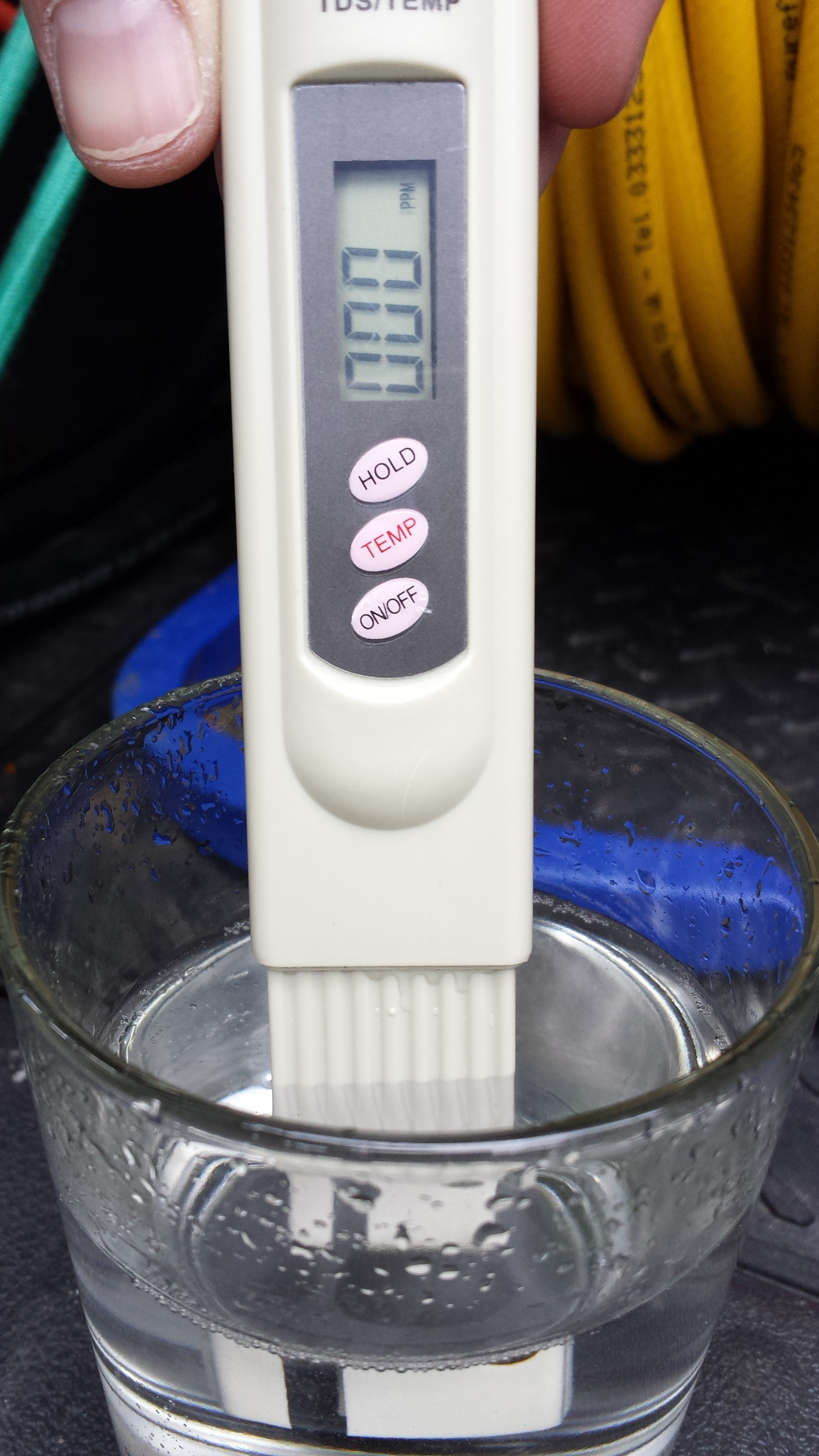
مقياس TDS

مقياس إجمالي المواد المذابة أو مقياس TDS هو جهاز لقياس إجمالي المواد المذابة (TDS) في المياه.
يستخدم لقياس حجم المواد المتأينة مثل ملح الطعام والمعادن باستخدام مدى الموصلية للتيار الكهربائي. المواد الصلبة العضوية المذابة مثل السكر والجسيمات الصلبة المجهرية مثل الغرواني لا تؤثر بشكل كبير على التوصيلية ولا تؤخذ في الاعتبار اثناء القياس.
الطريقة الأكثر دقة لقياس كل المواد الذائبة في الماء هي في المختبر عن طريق تبخير الماء مخلفاً ورائه المواد الذائبة فيه كمخلفات، ثم يتم وزنها ومقارنة وزنها مع وزن الماء قبل التبخير.

## وحدة قياس TDS
وحدة قياس إجمالي المواد المذابة هي جزء في المليون (ppm) أي مليغرام/لتر.

## أمثلة
| الماء        | إجمالي المواد المذابة TDS |
| ------------ | ------------------------- |
| الماء المقطر | 0 ppm                     |
| ماء عذب      | 1 إلى 500 ppm             |
| ماء مسوس     | 500 إلى 30000 ppm         |
| ماء مالح     | 30000 إلى 40000 ppm       |
| البحر الميت  | > 40000 ppm               |